# پنجه‌دندانان
پنجه‌دندانان (نام علمی: Onychodontidae) نام یک تیره از راسته پنجه‌دندان‌سانان است.